# Plantago wrightiana
Plantago wrightiana är en grobladsväxtart som beskrevs av Dcne.. Plantago wrightiana ingår i släktet kämpar, och familjen grobladsväxter. Inga underarter finns listade i Catalogue of Life.